# Maria Dizzia
Maria Dizzia, née le 29 décembre 1974 à Cranford dans le New Jersey, est une actrice américaine.

## Biographie
Maria Teresa Dizzia est née le 29 décembre 1974 à Cranford dans le New Jersey.
Elle sort diplômée d'un MFA en 2001 de l'Université de Californie, à San Diego.

### Vie privée
Elle est mariée à Will Eno. Ils ont une fille, Albertine.

## Filmographie

### Cinéma

#### Longs métrages
- 1998 : Sense de Bryan Wizemann : Mary
- 2008 : Rachel se marie (Rachel Getting Married) de Jonathan Demme : Une invitée au mariage
- 2009 : Un hiver à Central Park (The Other Woman) de Don Roos : Jaime Brennan
- 2011 : Martha Marcy May Marlene de Sean Durkin : Katie
- 2011 : Margin Call de J.C. Chandor : Une assistante
- 2011 : Down the Shore d'Harold Guskin : Susan
- 2011 : Certainty de Peter Askin : Une femme
- 2012 : Nous York de Géraldine Nakache : Une serveuse
- 2012 : Keep the Lights On d'Ira Sachs : Vivian
- 2012 : Lola Versus de Daryl Wein (en) : Une femme
- 2013 : Clutter de Diane Crespo : Sandra
- 2013 : The Happy Sad de Rodney Evans : Mandy
- 2014 : X/Y de Ryan Piers Williams : Sandy
- 2015 : True Story de Rupert Goold : Mary Jane Longo
- 2015 : While We're Young de Noah Baumbach : Marina
- 2016 : Christine d'Antonio Campos : Jean Reed
- 2016 : 37 de Puk Grasten : Mary Cunningham
- 2017 : About Ray (Three Generations) de Gaby Dellal : Sinda
- 2017 : Braquage à l'ancienne (Going in Style) de Zach Braff : Rachel Harding
- 2017 : Fits and Starts de Laura Terruso : Sawyer Edwards
- 2017 : Abe & Phil's Last Poker Game d'Howard Weiner : Angela
- 2017 : Humor Me de Sam Hoffman : Nirit
- 2018 : Vox Lux de Brady Corbet : Mme Dwyer
- 2018 : Piercing de Nicolas Pesce : Chevonne
- 2019 : Late Night de Nisha Ganatra : Joan
- 2019 : May de Julian Turner : Genevieve
- 2019 : Depraved de Larry Fessenden : Georgina
- 2019 : William de Tim Disney : Dr Barbara Sullivan
- 2019 : Above the Shadows de Claudia Myers : Victoria Jederman
- 2020 : The Outside Story de Casimir Nozkowski : Juliet
- 2024 : Noël à Miller's Point (Christmas Eve in Miller's Point) de Tyler Taormina (en)
- 2025 : Plainclothes de Carmen Emmi : Andrew

#### Courts métrages
- 2009 : Whose Dog Is It Anyway ? de Cindy Chupack : Grace
- 2009 : The Ghost and Us d'Emily Carmichael : Moira
- 2011 : The Fort d'Andrew Renzi
- 2013 : Sweepstakes de Mark Tumas : Lori
- 2014 : Re: Jess] de Talia Alberts : Lara
- 2015 : The Edge of the Woods de Grainger David : Helen
- 2016 : Wander de Mark Tumas : Anna
- 2019 : The Neighbors' Window de Marshall Curry : Alli
- 2019 : Blasphemy de Melissa London Hilfers : Sarah

### Télévision

#### Séries télévisées
- 2006 : Dossier Smith (Smith) : Nancy Scialfa
- 2006 : New York, section criminelle (Law & Order : Criminal Intent) : Daphné
- 2008 : Fringe : Effets secondaires  (saison 1 épisode 6)  : Emily Kramer
- 2008 : New York, unité spéciale (Law & Order) : Melinda Whitman
- 2011 - 2012 : Louie : Delores
- 2013 : The Good Wife : Heather Sorentino
- 2013 : The Newsroom : Le Tuyau génois  (saison 2 épisode 2) : Erica
- 2013 - 2014 / 2019 : Orange Is the New Black : Polly Harper
- 2015 : Master Of None : Amanda
- 2015 : Elementary : Le Prix du sang  (saison 3 épisode 15)  : Penny
- 2016 : Horace and Pete : Tricia
- 2016 : Blacklist (The Blacklist) : Lady Ambroisie  (saison 3 épisode 14)  : Jeanne Linley
- 2016 : Royal Pains : Cindy Green
- 2017 : Red Oaks : Professeur Beryl Fox
- 2017 - 2019 : 13 Reasons Why : Mme Down
- 2018 : The Deuce : Arlene Carmen
- 2018 : Strangers : Georgie
- 2019 : Bull : Dr. Margot Statton
- 2019 - 2020 : Emergence : Emily
- 2020 : The Undoing : Diane Porter
- 2020 : Prodigal Son : Sasha Geller
- 2021 : New Amsterdam : Anne
- 2021 : Modern Love
- 2022 : The Staircase : Lori Campbell
- 2023 : School Spirits : Sandra Nears
- 2024 : Agatha All Along : Rebecca Kaplan

#### Téléfilms
- 2009 : Une aventure New-Yorkaise d'Olivier Lécot : Stella
- 2017 : L'île aux secrets (Sea Change) de Chris Grismer : Amelia